# Axel Dyrberg
Jens Axel Dyrberg (Copenaghen, 9 novembre 1889 – Copenaghen, 23 febbraio 1971) è stato un calciatore danese.

## Carriera

### Nazionale
Prese parte, con la sua Nazionale, ai Giochi olimpici del 1912 (dove vinse la medaglia d'argento) senza mai scendere in campo.

## Palmarès

### Nazionale
- Argento olimpico: 1

Stoccolma 1912